# Anne Heggtveit
Anne Heggtveit, CM, née le 11 janvier 1939 à Rockliffe Park (Ottawa), est une skieuse alpine canadienne.
Le plus grand succès de sa carrière est sa victoire en slalom aux Jeux olympiques 1960.

## Palmarès

### Jeux olympiques d'hiver
| Épreuve / Édition         | Descente | Slalom géant | Slalom |
| JO 1956 Cortina d'Ampezzo | 22e      | 29e          | 30e    |
| JO 1960 Squaw Valley      | 12e      | 12e          | Or     |

### Championnats du monde
| Épreuve / Édition         | Descente | Slalom géant | Slalom | Combiné |
| Mondiaux 1954 Åre         | 9e       | 31e          | 7e     | 14e     |
| JO 1956 Cortina d'Ampezzo | 22e      | 29e          | 30e    | 18e     |
| JO 1960 Squaw Valley      | 12e      | 12e          | Or     | Or      |

### Arlberg-Kandahar
- Vainqueur du Kandahar 1959 à Garmisch